# چه فکر خوبی!
چه فکر خوبی! کتابی از نرجس محمدی است که در سال ۱۳۹۸ از سوی نشر طوطی منتشر و در سال ۲۰۲۰ در فهرست کلاغ سفید قرار گرفت.